# Bruntálský betlém
Bruntálský betlém, stejně jako betlém v Mohelnici, vytvořil Josef Nedomlel, řezbář ze Starého Města, v letech 1956–1958. Figurky jsou vyřezány z lipového dřeva a jsou ve velké většině pohyblivé. Domky betléma jsou zmenšeninou skutečných domů v Bruntále a okolí. Tvůrce betléma, Josef Nedomlel (* 1909) zemřel v roce 1990, ve Starém Městě. Po jeho smrti převzal vyřezávání betléma jeho syn František, žijící v Bruntále a ten také přidal do betléma další figurky a nové objekty. Přibyla tak nová kovárna, tkalcovna, zvonička i bruntálská hřbitovní kaple sv. Michala a nové figurky, například muzikanti, horníci, dřevorubci a hrající si děti. Stavbu betléma provádí každý rok pastorační asistent bruntálské farnosti Karel Peschke. Do budoucna plánují František Nedomlel a Karel Peschke ještě další rozšíření betléma, zejména o dílny starých řemesel s postavami. V roce 2017 už měl betlém 112 figurek/postav, 79 figurek/zvířat, 34 objektů, z toho 21 v pohybu, studnu, stromky, imitaci skal a schodiště. V době vánočních svátků je betlém instalován v boční kapli sv. Kříže, ve farním kostele  Nanebevzetí Panny Marie v Bruntále. Expozice je barevně osvětlena a doprovázena hudební kulisou, sestavenou z vánočních koled.

## Stavby
- Jesličky
- Rodný dům Jos. Nedomlela
- Křížlický vodní mlýn
- Pekařství Macek
- Kovárna
- Budova ZUŠ
- Kaple
- Zámek Bruntál
- Vstupní brána „červeného zámku“ Hradec nad Moravicí
- Tkalcovství
- Doly
- Řezbářství
- Zvonice  →  a   další autentické domky regionu

Detaily betlému
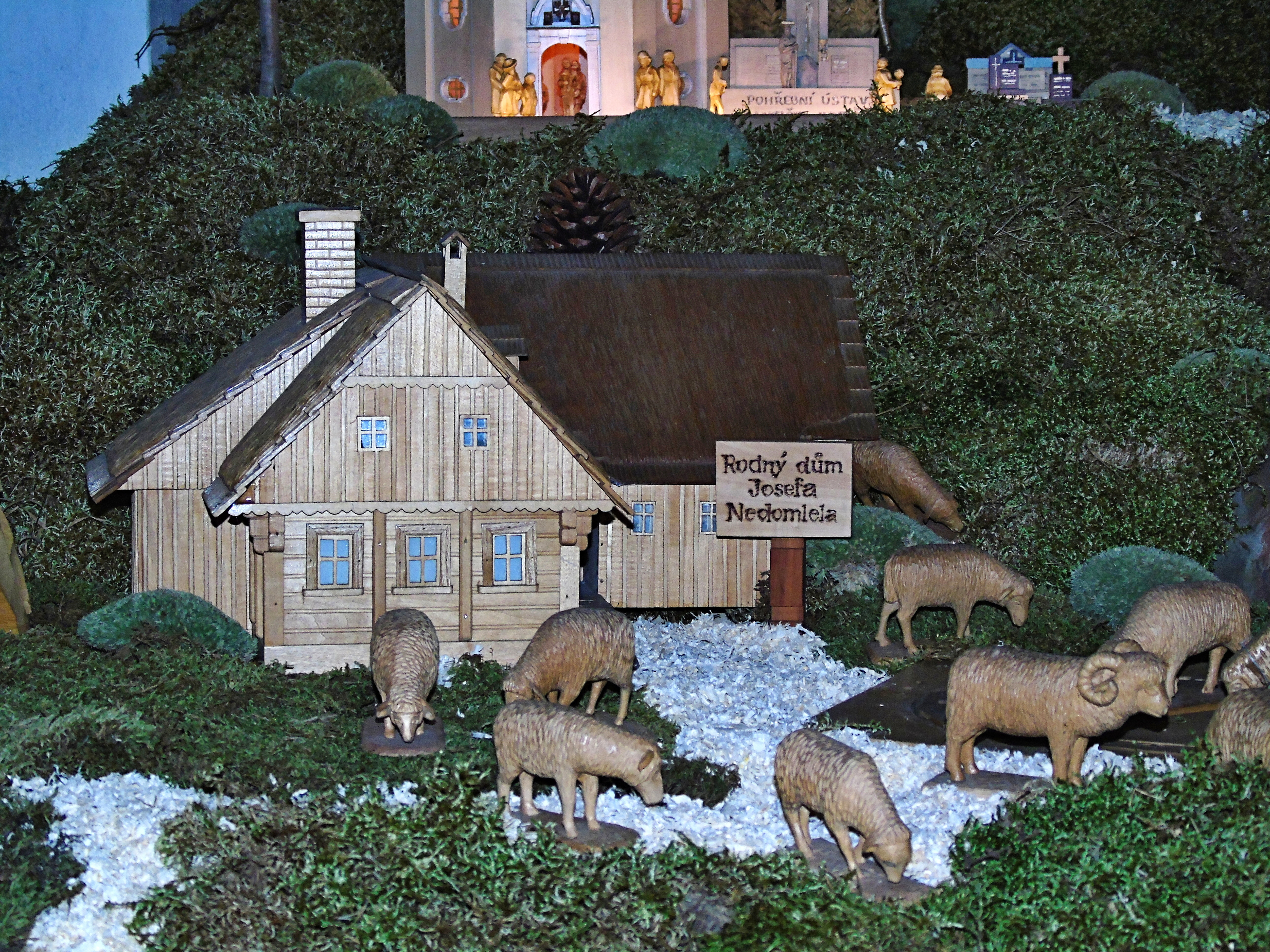
Rodný domek autora betlému Jos. Nedomlela
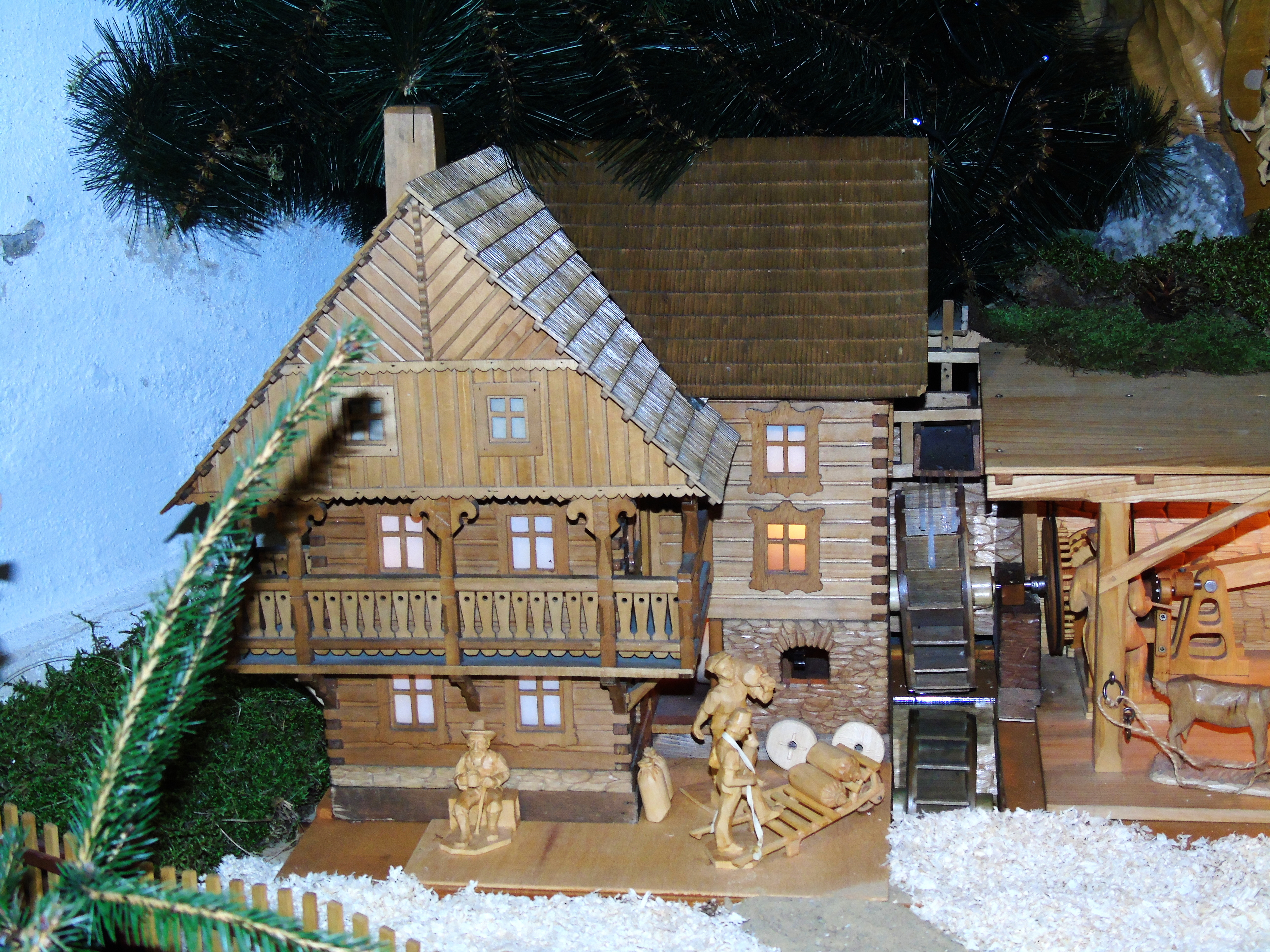
Vodní mlýn
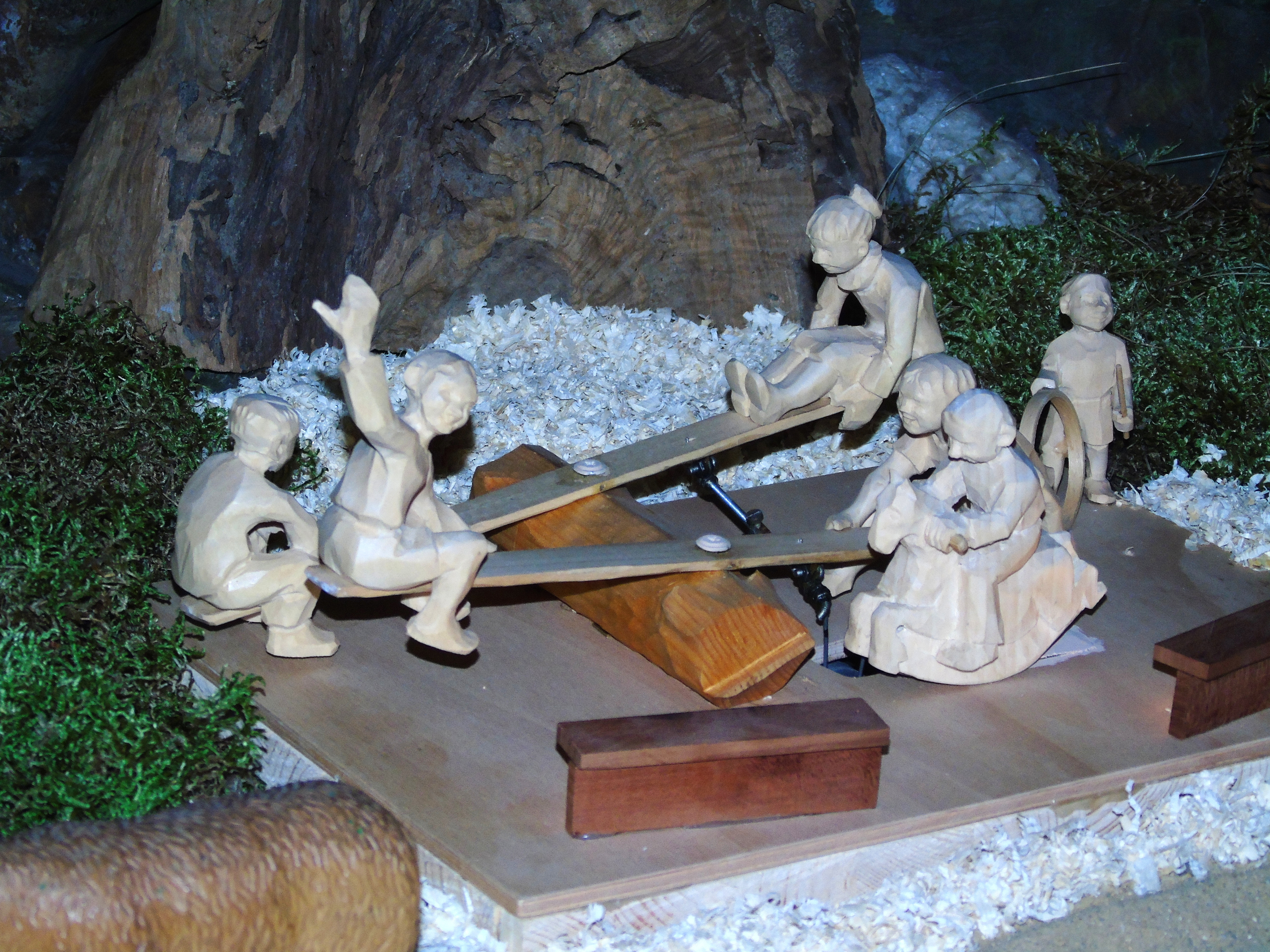
Hrající si děti vytvořil František Nedomlel
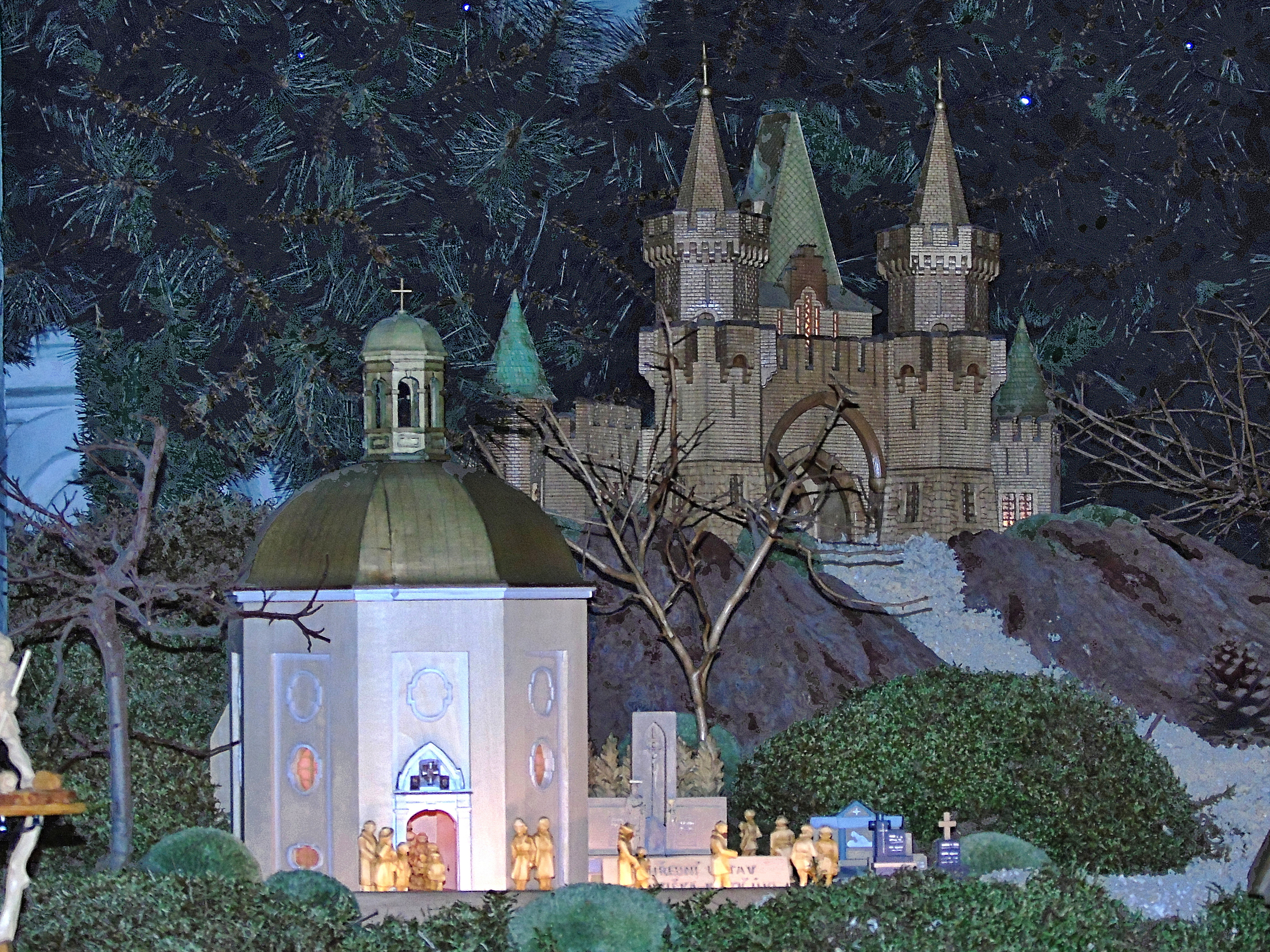
Hřbitovní kaple Archanděla Michala
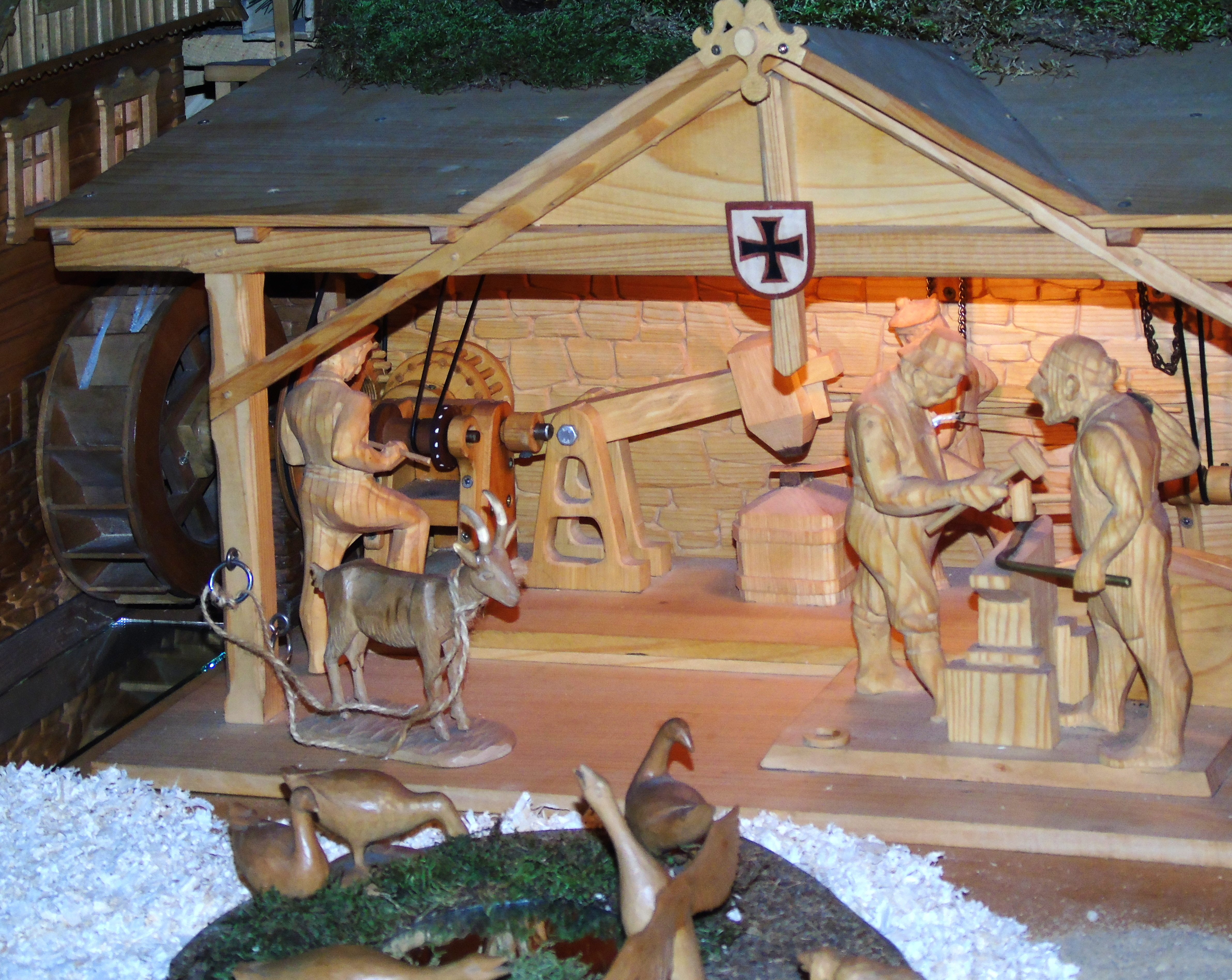
Kovárna